# Penthouse (apartament)

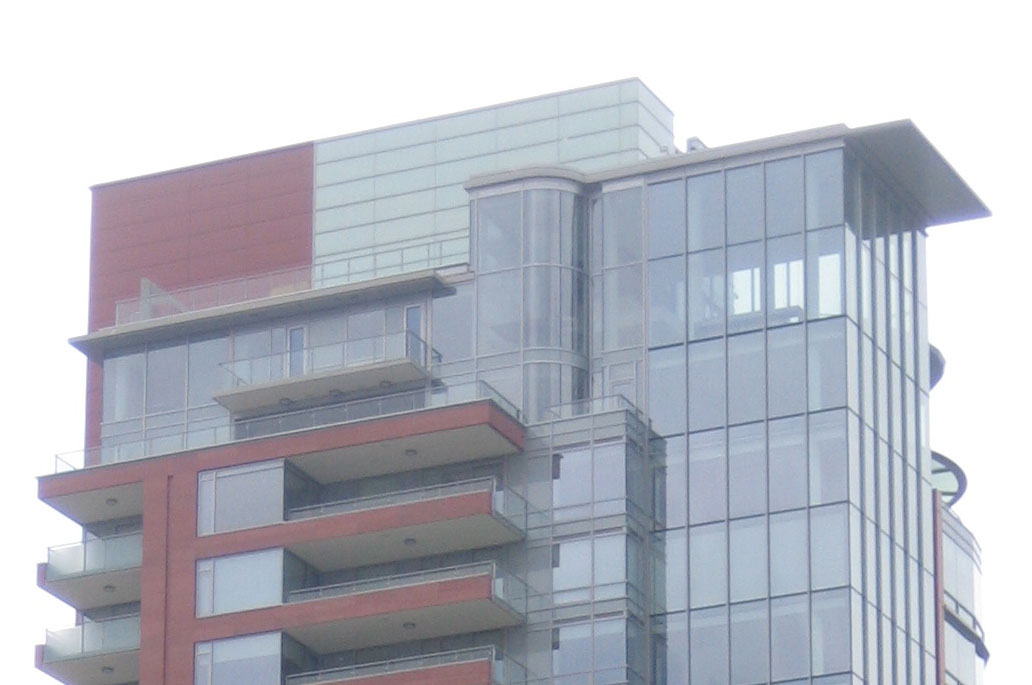
Exemplu de penthouse

Un penthouse este un apartament sau o unitate aflată la etajul cel mai înalt al unei clădiri de apartamente, condominiu sau hotel. Ele sunt diferențiate, de obicei, de alte apartamente după caracteristicile de lux.